# Вільгельм Густлофф (судно)
«Ві́льгельм Гу́стлофф» (нім. Wilhelm Gustloff) — пасажирське круїзне судно, побудоване на корабельні «Блом & Фосс» у Гамбурзі для німецького державного туристичного об'єднання «Сила через радість» (нім. Kraft durch Freude - KdF). Судно спущене на воду 5 травня 1937 р. В ніч на 30 січня 1945 року, під час евакуації мирного населення східної Пруссії в Балтійському морі, судно атакував радянський підводний човен під командуванням Олександра Маринеско. Від трьох торпед, які влучили в нього, «Вільгельм Густлофф» затонув, що коштувало життя близько 9 000 людей. Майже половина з них були дітьми. Ця трагедія за кількістю загиблих вважається найстрашнішою в історії мореплавства.

## Передісторія
З приходом до влади в 1933 р. Націонал-соціалістична робітнича партія Німеччини на чолі з Адольфом Гітлером мала на меті широку систему соціального забезпечення і послуг, що дало б їм змогу збільшити соціальну базу підтримки політики нацистів серед населення Німеччини. Вже в середині 30-х років за рівнем послуг і пільг, які йому пропонувалися, пересічний німецький робітник вигідно відрізнявся від робітників в інших країнах Європи. Для поширення впливу ідей націонал-соціалізму і організації дозвілля робітничого класу було створено такі організації, як «Сила через радість» (нім. Kraft durch Freude — KdF), що входила до Німецького Робітничого Фронту (DAF). Головною метою цієї організації була система відпочинку та подорожей для німецьких робітників. Для втілення цієї мети, крім усього іншого, збудовано цілу флотилію пасажирських суден для дешевих і доступних подорожей та круїзів. Флагманом цього флоту мало стати нове комфортабельне судно, якого автори проєкту хотіли назвати ім'ям нацистського лідера — «Адольф Гітлер».

### Вбивство Вільгельма Густлоффа
Можливо, цей лайнер і залишився б в історії під іменем «Адольф Гітлер», якби не вбивство нікому доти не відомого швейцарського нацистського активіста Вільгельма Густлоффа. Густлоффа вбив у Давосі 4 лютого 1936 р. єврейський студент Давид Франкфуртер. Ця історія набула скандального розголосу, особливо в Німеччині, з огляду на національність вбивці. Подія вбивства німця, та ще й лідера націонал-соціалістів Швейцарії ідеально вписувалася в нацистські теорії змови світового єврейства проти німецького народу. З хворобливого, закордонного лідера нацистів, Вільгельм Густлофф, завдяки цьому вбивству, перетворився на «символ страждання» (т. зв. Blutzeuge). Густлоффа не тільки поховали з державними почестями; на його честь по всій Німеччині прокотилися також численні мітинги вшанування його пам'яті, яку майстерно експлуатувала нацистська пропаганда.
Отже, коли в 1937 році круїзний лайнер, замовлений на верфі «Блом & Фосс», вже був готовий для спуску на воду, нацисти вирішили скористатися цією нагодою, аби увіковічити таким чином «героя нацистської справи і страждальця за німецький народ». За ініціативи Гітлера нове судно вирішили назвати «Вільгельм Густлофф». На урочистий спуск на воду 5 травня 1937 року, окрім основних лідерів нацистського режиму, також прибула і вдова Густлоффа, яка на церемонії за традицією на щастя розбила пляшку шампанського об корму судна.

### Характеристики
Насправді з технологічної точки зору «Вільгельм Густлофф» не був винятковим судном; його двигуни мали середню потужність і він не був побудований для швидких подорожей, а радше для повільних, приємних круїзів. Та, з точки зору зручностей, обладнання і пристосувань для відпочинку, це судно дійсно було одним з найкращих у світі. На відміну від інших суден такого класу, «Густлофф», на підтвердження «безкласового характеру» нацистського режиму, мав каюти однакового розміру і однакової відмінної зручності для всіх пасажирів. Судно мало десять палуб. Однією з новітніх технологій, застосованих на ньому, стала концепція відкритої палуби з каютами, що мали прямий вихід на променад і ясний огляд краєвидів. Лайнер було розраховано на 1 500 осіб. До їхніх послуг були шикарно оздоблений басейн, зимовий сад, великі просторі зали, музичні салони, кілька барів тощо.

Окрім суто технічних нововведень і якомога кращих пристосувань для незабутньої подорожі, «Вільгельм Густлофф», вартістю 25 млн марок, був своєрідним символом та пропагандистським засобом нацистського режиму Німеччини. За словами Роберта Лея, голови Робітничого Фронту (DAF) ці судна мали: 
«надати можливість, по волі фюрера, слюсарям Баварії, листоношам Кельна, домогосподаркам Бремена принаймні раз на рік здійснити доступну за ціною морську подорож на Мадейру, узбережжя Середземного моря, до берегів Норвегії і Африки».
 Для громадян Німеччини подорож на «Густлоффі» мала бути не тільки незабутньою, але й доступною за ціною, незважаючи на соціальне становище. Наприклад, п'ятиденний круїз узбережжям Італії коштував лише 150 рейхсмарок, тоді як середній місячний заробіток пересічного німця дорівнював 150—250 райхсмарок. Для порівняння, вартість квитка на цьому судні була лише третиною від вартості таких круїзів в Європі, де ними могли скористатися тільки представники заможних верств населення та знаті. Таким чином, «Вільгельм Густлофф» своїми зручностями, рівнем комфорту та доступністю не тільки закріплював прихильність німецького народу до нацистського режиму, але й демонстрував усьому світові переваги націонал-соціалізму.

## Флагман круїзного флоту

Інтер'єр судна.

Минуло ще 10 місяців після урочистого спуску на воду, перш ніж «Вільгельм Густлофф» пройшов морські випробування в травні 1938 року. За цей час закінчено оздоблення й облаштування інтер'єру судна. На знак вдячності будівельників судна взяли на дводенний круїз Північним морем, що кваліфікувався як випробування. Офіційний перший круїз відбувся 24 травня 1938 року і майже дві третини його пасажирів були громадянами Австрії, яку Гітлер вже мав на меті приєднати до Німеччини. Таким чином, незабутня подорож мала на меті приголомшити рівнем сервісу та зручностей австрійців — учасників круїзу — та переконати інших у перевагах союзу з Німеччиною. Круїз став справжнім тріумфом, свідченням досягнень нового режиму Німеччини; світова преса в захопленні описувала враження учасників круїзу і надзвичайні розкоші на борту судна. Навіть сам Гітлер завітав на судно, яке символізувало все найкраще в країні під час його керівництва. Коли ж ажіотаж навколо цього «досягнення» гітлерівського режиму дещо вщух, судно почало виконувати завдання, заради якого воно було побудовано — надавати послуги доступних, комфортабельних круїзів робітникам Німеччини.

### Засіб пропаганди
Хоча «Вільгельм Густлофф» пропонував справді незабутні й дешеві подорожі та круїзи, в історії він також залишився як яскравий засіб пропаганди нацистського режиму. Перша незапланована нагода сталася під час врятування моряків англійського судна «Пегуей», що тонуло 2 квітня 1938 р. в Північному морі. Відвагу та рішучість капітана, який облишив процесію з трьох суден, аби врятувати англійців, було відзначено не тільки світовою пресою, але й англійським урядом — капітана нагороджено, а на судні пізніше встановлено пам'ятну дошку. Отже, коли 10 квітня «Густлоффа» використали як плавучу виборчу ділянку для німців та австрійців Великої Британії в плебісциті про приєднання Австрії, про нього вже прихильно писала не тільки британська, а й світова преса. Під час плебісциту майже 2 000 громадян обох країн та велика кількість кореспондентів відпливли в нейтральні води поблизу узбережжя Великої Британії, щоб узяти участь у голосуванні; за підсумками голосування утрималися тільки чотири особи. Західна, і навіть британська комуністична преса була в захопленні від судна та досягнень Німеччини. Хоча плебісцит і був фарсом з огляду на його непотрібність і одноосібне розв'язання питання з боку Гітлера шляхом аншлюсу, участь такого досконалого судна в плебісциті символізувала те нове, що нацистський режим запроваджував у Німеччині.

### Круїзи та перевезення військ

Учасники одного з перших круїзів в 1938 р. Представники всіх верств населення мали нагоду взяти участь у круїзі.

Як флагман круїзного флоту «Вільгельм Густлофф» провів у морі лише півтора року і здійснив 50 круїзів у рамках програми «Сила через радість» (KdF). На його борту побували близько 65 000 відпочивальників. Зазвичай у теплий сезон судно пропонувало подорожі Північним морем, узбережжям Німеччини, норвезькими фіордами. Взимку судно ходило в круїзи Середземним морем, узбережжям Італії, Іспанії та Португалії. Для багатьох, незважаючи на такі незначні незручності, як заборону виходити на берег у країнах, не прихильних до нацистського режиму, ці круїзи залишилися незабутніми і найкращими за роки нацистського панування в Німеччині. Багато пересічних німців скористалися послугами програми «Сила через радість» і були щиро вдячними новому режимові за надання можливостей відпочинку, незрівнянних з іншими країнами Європи.
Попри ці досягнення, «Вільгельм Густлофф» залишався судном у державній власності, і як такий брав участь у всіх заходах і діяльності уряду Німеччини. Так, 20 травня 1939 року, «Вільгельм Густлофф» вперше перевозив війська — цього разу — німецьких добровольців та вояків легіону «Кондор», які брали участь у громадянській війні в Іспанії на боці генералісимуса Франко. Прибуття судна в Гамбург з «героями війни» на борту отримало великий розголос по всій Німеччині, тож у порту влаштували спеціальну церемонію зустрічі за участі лідерів нацистського режиму.

## Військова служба
Останній круїз судна відбувся 25 серпня 1939 року. Несподівано, під час запланованого рейсу посеред Північного моря, капітан отримав закодований наказ терміново повернутися в порт. Час круїзів скінчився — менш ніж через тиждень Німеччина напала на Польщу і почалася Друга світова Війна.

### Військове госпітальне судно

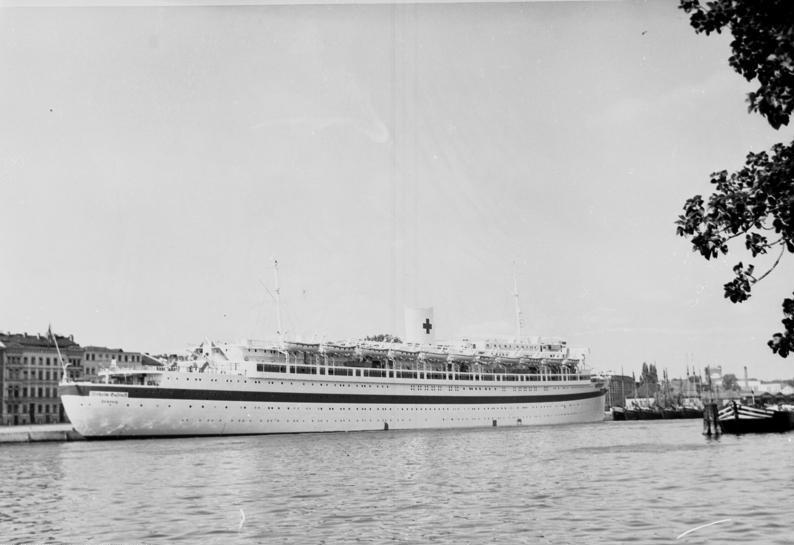
«Вільгельм Густлофф» у 1940 р. як госпітальне судно.

З початком війни майже всі судна KdF опинилися на військовій службі. «Вільгельм Густлофф» переобладнали на госпіталь і приписали до ВМС Німеччини, де він офіційно отримав статус госпітального судна (нім. Lazarettschiff). Судно було перефарбовано на білий колір і позначено червоними хрестами, що мало захистити його від нападу згідно з Гаазькою конвенцією. Перші пацієнти почали прибувати на борт вже під час війни проти Польщі в жовтні 1939 року. Навіть за таких умов режим Німеччини використовував судно як засіб пропаганди — щоб показати «гуманність» нацистського керівництва, більшість перших пацієнтів на борту судна були пораненими полоненими поляками. З часом, коли німецькі втрати стали теж відчутними, судно відрядили в порт Ґотенгафен (Гдиня), де воно брало на борт ще більше поранених, а також евакуйованих німців (фольксдойче) зі східної Польщі, яку віддали СРСР.
З поширенням війни на більшу частину Європи «Вільгельм Густлофф» спочатку приймав поранених під час захоплення Норвегії влітку 1940 року, а потім готувався до транспортування військ у разі вторгнення до Великої Британії. Однак, через провал німецьких спроб її підкорити, разом із переорієнтацією німецької уваги на схід, судно відправили в Данциг, де останні 414 поранених доліковувалися, а «Вільгельм Густлофф» чекав на подальшу службу. Однак служба судна як військового шпиталю закінчилася: за рішенням керівництва ВМС його приписали до школи підводників у м. Ґотенгафен (Гдиня). Судно знову перефарбували в сірий камуфляжний колір і воно втратило захист Гаазької конвенції, який мало раніше.

### Плавуча казарма ВМС
Перетворившись із судна на плавучу казарму для школи підводників, «Вільгельм Густлофф» перебув у такому стані більшість свого короткого життя — майже чотири роки. Школа підводників готувала кадри для підводної війни прискореними темпами і що довше тривала війна, то більше кадрів пройшло через школу, коротшим ставав термін навчання і молодшим — вік курсантів. Шанс вижити в підводній війні, яку Німеччина почала програвати, для курсантів був 1 з 10. Це, однак, не вплинуло на «Вільгельм Густлофф», оскільки судно тривалий час перебувало далеко від лінії фронту. З наближенням кінця війни ситуація почала змінюватися не на користь Німеччини — багато міст потерпали від нальотів союзної авіації. 9 жовтня 1943 р. Ґотенгафен (Гдиня), де було пришвартовано судно, піддали бомбардуванню, через що затонуло інше судно колишнього KdF, а сам «Вільгельм Густлофф» зазнав пошкоджень. У другій половині 1944 р. навіть це не здавалося найгіршим — фронт підійшов зовсім близько до Східної Пруссії.

## Евакуація мирного населення та потоплення

### Паніка та евакуація населення
Німці Східної Пруссії мали певні причини побоюватися помсти з боку Радянської Армії — великі руйнування та вбивства мирного населення на окупованих територіях Радянського Союзу були відомі багатьом. До того ж радянська пропаганда також майстерно використовувала відомості про звірства німців для зміцнення бойового духу радянських воїнів та іноді вдавалася до масового насаджування ненависті до німців. Для зовнішнього ока сталінське керівництво було вимушене згодом розкритикувати статтю радянського письменника Іллі Еренбурга «Вбий!», в якій він закликав до вбивства німців. Крім цієї статті, ще вийшов і плакат «Тату, вбий німця», який також закликав до помсти.
У жовтні 1944 р. перші загони Радянської Армії вже були на території Східної Пруссії. Першим німецьким містом, захопленим радянськими військами, стало м. Неммерсдорф (сучасне селище Маяковське Калінінградської обл., Росія). Через декілька днів німцям вдалося ненадовго відбити місто і нацистська пропаганда почала широко публікувати фотографії вбитих дітей та жінок, висвітлювати випадки масових зґвалтувань, у яких звинувачували воїнів Радянської Армії. Поширенням такої пропаганди німцям вдалося збільшити кількість добровольців в ополчення «фольксштурм» (нім. Volkssturm), але це призвело й до паніки серед мирного населення з наближенням фронту і мільйони людей стали біженцями.
На початок 1945 року вже значна кількість людей панічно тікала від наступу Червоної Армії. Багато з них прямували до портів на узбережжі Балтійського моря. Для евакуації численних біженців за ініціативи німецького адмірала Карла Деніца започатковано спеціальну операцію «Ганнібал», яка ввійшла в історію як найбільша морська евакуація населення у світі. Під час цієї операції майже 2 млн мирного населення евакуйовано до Німеччини на різних типах суден — від великих, як «Вільгельм Густлофф», до суховантажних і буксирів.

### Перебіг подій

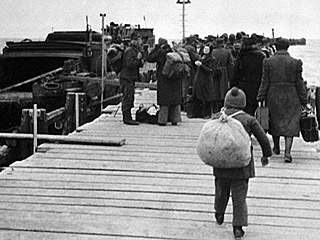
Евакуація біженців.

Таким чином, у рамках операції «Ганнібал» 22 січня 1945 р. «Вільгельм Густлофф» став приймати на борт біженців. Спочатку людей розміщували за спеціальними перепустками — насамперед кілька десятків офіцерів-підводників, кілька сотень жінок з флотського допоміжного дивізіону та майже тисяча поранених солдатів. Пізніше, коли в порту зібралися десятки тисяч людей і ситуація ускладнилася, почали впускати всіх, надаючи перевагу жінкам і дітям. Оскільки запроєктована кількість місць була лише на 1 500 осіб, то біженців почали розміщувати на палубах, у переходах; військових жінок розмістили навіть у порожньому басейні. На останніх етапах евакуації паніка посилилася настільки, що деякі жінки в порту у відчаї почали віддавати своїх дітей тим, кому вдалося піднятися на борт, сподіваючись хоча б таким чином їх врятувати. Під кінець, 30 січня 1945 р., офіцери судна вже перестали рахувати біженців, кількість яких сягнула за 10 000.
Коли о 12:30 «Вільгельм Густлофф» у супроводі двох кораблів охорони нарешті відшвартувався, на капітанському містку виникли суперечки між чотирма капітанами судна. На допомогу капітану Петерсону, якого нещодавно відкликали з пенсії, прикріпили ще трьох молодих капітанів і між ними не було згоди щодо того, яким чином вести судно і які запобіжні заходи впроваджувати щодо підводних човнів та авіації союзників. Всупереч рекомендаціям йти зигзагом, щоб ускладнити атаку субмарин, було вирішено йти прямим курсом зі швидкістю 12 вузлів, оскільки коридор у мінних полях не був досить широким і капітани сподівалися таким чином швидше відплисти в безпечні води. До того ж один із кораблів через технічні проблеми вимушений був повернутися в порт і залишився тільки один торпедоносець охорони, «Льове» (Löwe). О 6 годині вечора надійшло повідомлення про конвой тральників, який нібито йшов назустріч, і коли вже посутеніло, знову-таки помилково, було наказано ввімкнути бортові вогні, аби запобігти зіткненню. Насправді ж ніяких тральників не було; обставини появи цієї радіограми так і залишилися нез'ясованими дотепер.

### Потоплення
Коли командир радянського підводного човна С-13 Олександр Маринеско побачив, усупереч всім нормам військової практики, яскраво освітлений «Вільгельм Густлофф», то дуже здивувався і протягом двох годин йшов за судном. Навіть тут «Густлоффу» не пощастило, бо зазвичай субмарини були нездатними наздогнати надводні судна, але капітан Петерсон йшов навіть повільніше від запроєктованої швидкості з огляду на значне переповнення пасажирами і невпевненість щодо стану судна після кількарічної бездіяльності та ремонту після бомбардування. О 19:30, так і не дочекавшись тральників, Петерсон дав команду згасити вогні, але вже було пізно — Маринеско почав розробляти план атаки.
Близько дев'ятої години С-13 зайшов з боку берега, де його найменше могли очікувати і з відстані близько 1 000 м о 21:04 випустив першу торпеду з написом «За Батьківщину», а потім ще дві — «За радянський народ» та «За Ленінград». Четверта, вже приведена до бойового стану, торпеда «За Сталіна» застрягла в торпедному апараті і ледве не вибухнула, але її вдалося знешкодити, зачинити люки апаратів та зануритися.
О 21:16 перша торпеда влучила в ніс судна. Друга торпеда була пущена в борт судна і влучила в колишнє приміщення басейну, переобладнане в казарму для юнг-дівчат віком 16-20 років. З 99 юнг, що перебували у приміщенні, уціліли тільки шість. Остання торпеда влучила в моторне відділення. Спершу пасажири подумали, що корабель наскочив на міну, але капітан Петерсон знав, що це була субмарина і його першими словами було: «Das war's» (От і все). Ті пасажири, що не загинули від трьох вибухів та не потонули в каютах нижчих палуб, почали в паніці бігти до рятувальних шлюпок. Цієї миті виявилося, що зачинивши, згідно з інструкцією з капітанського містка, водонепроникні відсіки в нижчих палубах, капітан ненароком заблокував хорватську обслугу, яка мала займатися спуском шлюпок та евакуацією пасажирів. Тож не тільки в паніці й тисняві загинуло багато дітей та жінок, а й ті, хто вибрався на верхню палубу, не змогли врятуватися. Вони не могли спустити рятувальні шлюпки, тому що не знали як; до того ж багато човнів примерзло кригою до палуби, а судно вже почало давати сильний крен. Загальними зусиллями команди й пасажирів деякі шлюпки вдалося спустити на воду, та все ж у крижаній воді опинилося багато людей. Від сильного нахилу судна на бік з палуби відірвалася зенітна установка та розчавила одну із шлюпок, вже повну людей. Через годину й 10 хвилин після атаки «Вільгельм Густлофф» повністю занурився у морську глибину.
Характерно, що всього лиш через два тижні, 9 лютого 1945, підводний човен С-13 під керівництвом Олександра Маринеско потопив ще одне велике німецьке пасажирське судно «Генерал фон Штойбен», внаслідок чого загинуло близько 3700 осіб.

### Рятування вцілілих
Єдиний корабель охорони, «Льове», першим прибув на місце трагедії та почав рятувати вцілілих пасажирів. Оскільки в січні температура вже була −18 °C, то лишалося лише кілька хвилин, перш ніж наступало незворотне переохолодження організму. Попри це, команді судна вдалося врятувати 472 пасажирів зі шлюпок та моря. На поміч також підійшли кораблі охорони іншого крейсера, «Адмірал Гіппер», який теж, окрім команди, мав на борту близько 1 500 біженців. Через побоювання атаки субмарин він не зупинився і продовжував тікати в безпечні води. Іншим суднам вдалося врятувати ще 179 осіб. Трохи більше, ніж через годину, інші судна, що прийшли на допомогу, змогли виловити тільки мертві тіла з крижаної води. Пізніше малий патрульний корабель, що прибув на місце трагедії, несподівано знайшов через сім годин після потоплення судна серед сотень мертвих тіл непомічену шлюпку і в ній живе немовля, загорнене в ковдри, — останнього врятованого пасажира «Вільгельма Густлоффа».

## Наслідки

### Військовий злочин?
Звинувачення такого типу лунають деколи ще й дотепер у деяких німецьких ЗМІ, однак переважна більшість спеціалістів, зокрема німецьких, дотримуються думки, що потоплення «Вільгельма Густлоффа» з точки зору воєнного права було законним. На слушність цієї позиції наводять аргументи, що:
- попри присутність поранених на борту, судно не мало офіційного статусу шпиталю і не мало відповідних позначок у вигляді червоних хрестів[джерело?];
- серед багатьох пасажирів було також близько 1000 осіб військового персоналу[8], який не був під захистом Гаазької конвенції;
- на борту судна була зброя у вигляді зенітних установок[8], що не свідчило про його нейтральність;
- зона Балтійського моря була легітимною зоною військових дій, як для Німеччини, так і для Радянського Союзу.

### Реакція на трагедію
Реакція на потоплення «Вільгельма Густлоффа» на момент трагедії була дещо стриманою. Німці не розголошували масштаби втрат, аби не пригнічувати і не підривати моральний стан населення ще сильніше. Однак після закінчення війни у свідомості багатьох німців одночасне вбивство стількох мирних людей і особливо тисяч дітей на борту «Вільгельма Густлоффа» залишилося раною, яку не загоїв навіть час. Поряд із бомбардуванням Дрездена, ця трагедія залишається однією з найтрагічніших під час Другої світової Війни для німецького народу. З чотирьох капітанів, які врятувалися після загибелі судна, наймолодший — Колер, не витримавши почуття провини за трагедію «Вільгельма Густлоффа», невдовзі після війни покінчив життя самогубством.
У радянських джерелах ця подія отримала назву «Атаки століття» — Олександр Марінеско, якого звільнили згодом за пияцтво з флоту та який пройшов навіть ГУЛАГ, перед самим розпадом СРСР посмертно отримав звання Героя Радянського Союзу. Йому спорудили пам'ятники в Калінінграді, Кронштадті та Петербурзі, і його вважають радянським підводником № 1. Зараз у російському суспільстві події, пов'язані з потопленням «Вільгельма Густлоффа», починають висвітлювати без колишніх ідеологічних упереджень. У 1991 р. один із вцілілих пасажирів судна, Гайнц Шьон, який зробив багато досліджень з історії «Вільгельма Густлоффа», зустрівся з колишнім торпедником С-13 Володимиром Курочкіним. За зізнанням ветерана, відколи він дізнався про справжні події на борту потопленого судна, йому постійно снилися жінки й діти, що гинуть у крижаній воді Балтійського моря. «Погана це справа — війна. Один в одного стріляти, жінок і дітей вбивати — що може бути гірше. Навчитися б усім людям жити без пролиття крові...», — сказав на прощання Шьону радянський ветеран.

### Дослідження уламків судна
На відміну від тривалих пошуків «Титаніка», знайти «Вільгельма Густлоффа» було зовсім легко. Його координати на момент потоплення (55°07′00″ пн. ш. 17°41′00″ сх. д. / 55.11667° пн. ш. 17.68333° сх. д.) виявилися напрочуд точними; до того ж судно лежало на порівняно невеликій глибині — лише 45 метрів. Після війни радянські спеціалісти відвідували залишки судна — існує версія, що вони шукали серед уламків відому Бурштинову кімнату. Під час цих «відвідин» середню частину потопленого судна було підірвано і залишилися тільки корма та ніс. За повоєнні роки деякі речі з судна опинилися в приватних колекціях як сувеніри. Уряд Польщі законодавчо проголосив це місце братською могилою і заборонив відвідування залишків приватними особами. Виняток зроблено лише для дослідників, найбільш відомим серед котрих є Майк Борінг, який у 2003 р. відвідав уламки судна і зняв документальний фільм про свою експедицію.

### «Вільгельм Густлофф» у літературі та кіно
За мотивами цієї трагедії в 1959 році знято фільм «Ніч упала на Ґотенгафен» (Nacht fiel über Gotenhafen) і вийшло декілька книжок. Найвідоміша з них — «Ракова хода» (Im Krebsgang) — написана нобелівським лауреатом Ґюнтером Ґрассом; вона отримала схвальну реакцію критиків.
- Nacht fiel über Gotenhafen (1959)
- Грасс Г. Траектория краба [Архівовано 28 січня 2007 у Wayback Machine.]
- Телевізійний художній фільм «Die Gustloff» — ФРН 2008. Дані на IMDb [Архівовано 5 березня 2008 у Wayback Machine.]

### Експедиції, Архіви
- Wilhelm Gustloff Shipwreck Expedition May 2003 (англ.)
- LostLiner.De — Thorsten Totzke, 2008 [Архівовано 5 квітня 2008 у Wayback Machine.] (нім.)
- Координати знаходження уламків судна — dive-links.com (нім.)

### Фотогалерея
- На сайті wilhelmgustloff.com (англ.)
- На сайті MaritimeQuest (2008) [Архівовано 3 січня 2007 у Wayback Machine.] (англ.)